# Feliniopsis incerta
Feliniopsis incerta är en fjärilsart som beskrevs av Walter Karl Johann Roepke 1938. Feliniopsis incerta ingår i släktet Feliniopsis och familjen nattflyn. Inga underarter finns listade i Catalogue of Life.